# پریسادتس
پریسادتس (به بلغاری: Prisadets) روستایی در بلغارستان است که در توپولوفگراد واقع شده‌است.